# C-evo
C-evo est un jeu vidéo libre 4X de stratégie au tour par tour de Steffen Gerlach, sorti en 1999 sur PC (Windows). Il est basé sur Civilization et est programmé en Delphi.